# Palaquium simun
Palaquium simun är en tvåhjärtbladig växtart som beskrevs av Pieter van Royen. Palaquium simun ingår i släktet Palaquium och familjen Sapotaceae.
Artens utbredningsområde är Papua Nya Guinea. Inga underarter finns listade i Catalogue of Life.